# Cymopterus
Cymopterus is een geslacht uit de schermbloemenfamilie (Apiaceae). De soorten uit het geslacht komen voor in Centraal-Canada, in de westelijke en centrale delen van de Verenigde Staten en in Noord- en West-Mexico.

## Soorten
- Cymopterus aboriginum M.E.Jones
- Cymopterus alpinus A.Gray
- Cymopterus anisatus A.Gray
- Cymopterus bakeri (J.M.Coult. & Rose) M.E.Jones
- Cymopterus basalticus M.E.Jones
- Cymopterus beckii S.L.Welsh & Goodrich
- Cymopterus cinerarius A.Gray
- Cymopterus coulteri (M.E.Jones) Mathias
- Cymopterus crawfordensis K.Moon, S.L.Welsh & Goodrich
- Cymopterus davidsonii (J.M.Coult. & Rose) R.L.Hartm.
- Cymopterus davisii R.L.Hartm.
- Cymopterus deserticola Brandegee
- Cymopterus douglassii R.L.Hartm. & Constance
- Cymopterus duchesnensis M.E.Jones
- Cymopterus evertii R.L.Hartm. & R.S.Kirkp.
- Cymopterus filifolius (Mathias, Constance & W.L.Theob.) B.L.Turner
- Cymopterus gilmanii C.V.Morton
- Cymopterus glaucus Nutt.
- Cymopterus globosus (S.Watson) S.Watson
- Cymopterus glomeratus (Nutt.) DC.
- Cymopterus goodrichii S.L.Welsh & Neese
- Cymopterus hallii (A.Gray) B.L.Turner
- Cymopterus hendersonii (J.M.Coult. & Rose) Cronquist
- Cymopterus humilis (Raf.) Tidestr.
- Cymopterus jonesii J.M.Coult. & Rose
- Cymopterus lapidosus (M.E.Jones) M.E.Jones
- Cymopterus lemmonii (J.M.Coult. & Rose) Dorn
- Cymopterus longipes S.Watson
- Cymopterus longiradiatus (Mathias, Constance & W.L.Theob.) B.L.Turner
- Cymopterus macdougalii (J.M.Coult. & Rose) Tidestr.
- Cymopterus megacephalus M.E.Jones
- Cymopterus minimus (Mathias) Mathias
- Cymopterus newberryi (S.Watson) M.E.Jones
- Cymopterus nivalis S.Watson
- Cymopterus panamintensis J.M.Coult. & Rose
- Cymopterus petraeus M.E.Jones
- Cymopterus purpureus S.Watson
- Cymopterus ripleyi Barneby
- Cymopterus rosei (M.E.Jones ex J.M.Coult. & Rose) M.E.Jones
- Cymopterus sessiliflorus (W.L.Theob. & C.C.Tseng) R.L.Hartm.
- Cymopterus spellenbergii R.L.Hartm. & J.E.Larson
- Cymopterus terebinthinus (Hook.) Torr. & A.Gray
- Cymopterus trotteri (S.L.Welsh & Goodrich) Cronquist
- Cymopterus williamsii R.L.Hartm. & Constance

... · 
Aciphylla · 
Actinotus · 
Aegopodium · 
Aethusa · 
Ammi (Akkerscherm) · 
Anethum · 
Angelica (Engelwortel) · 
Anisotome · 
Anthriscus (Kervel) · 
Apium (Moerasscherm) · 
Artedia · 
Astrantia (Sterrenscherm) · 
Athamanta · 
Azorella · 
Berula · 
Bifora · 
Bunium · 
Bupleurum (Goudscherm) · 
Carum (Karwij) · 
Caucalis · 
Chaerophyllum (Ribzaad) · 
Cicuta · 
Conium · 
Conopodium · 
Coriandrum · 
Crithmum · 
Cuminum · 
Daucus · 
Eryngium (Kruisdistel) · 
Falcaria · 
Ferula · 
Foeniculum · 
Heracleum (Berenklauw) · 
Levisticum · 
Myrrhis · 
Oenanthe (Torkruid) · 
Orlaya · 
Pastinaca (Pastinaak) · 
Petroselinum (Peterselie) · 
Peucedanum (Varkenskervel) · 
Pimpinella (Bevernel) · 
Pycnocycla ·
Sanicula · 
Scandix · 
Selinum · 
Silaum · 
Sium · 
Smyrnium (Zwarte kervel) · 
Steganotaenia · 
Thapsia · 
Thaspium · 
Thecocarpus · 
Tiedemannia · 
Tilingia · 
Torilis (Doornzaad) · 
Xanthosia · 
...